# Хаутман, Корнелис де
Корнелис де Хаутман (нидерл. Cornelis de Houtman; 2 апреля 1565, Гауда — 1 сентября 1599, султанат Ачех, северная Суматра) — нидерландский мореплаватель и колониальный деятель. Руководил первой голландской торговой экспедицией на территорию современной Индонезии (1595—1597 годы), проложившей новый морской путь из Европы к островам Малайского архипелага и наладившей поставки пряностей из этого региона в Нидерланды.

## Биография
В 1592 году Корнелис де Хаутман был командирован амстердамскими купцами в Лиссабон с заданием, собрать как можно больше информации об «Островах Пряностей» — так как в то время португальцы владели монополией на торговлю этим товаром на Востоке и в Европе. Примерно тогда же из экспедиции в Индию возвратился Ян Гюйген ван Линсхотен. Ознакомившись с собранными материалами, амстердамские крупные торговцы избрали султанат Бантам на западной Яве, столица которого была одним из крупнейших портов Малайского архипелага, как наиболее подходящее место для голландской фактории, закупающей экзотические пряности. С этой целью они основали в 1594 году Compagnie van Verre.
2 апреля 1595 года из Амстердама в направлении Восточной Азии вышла флотилия из 4 судов (Amsterdam, Hollandia, Mauritius и Duyfken) под командой К. де Хаутмана. На кораблях уже через несколько недель плавания вспыхнула цинга. В связи с раздорами между капитанами судов и находившимися на них торговцами, на кораблях во время плавания произошли вооружённые стычки, в результате которых имелись убитые и раненые. Новые беспорядки возникли во время запланированной стоянки флотилии у Мадагаскара, и вновь с многими погибшими. До сих пор малагассийская бухта, где стояли эти корабли, называется «Dutch Cemetery» («Голландское кладбище»). После этих событий корабли смогли продолжить свой путь на восток лишь через полгода. 27 июня 1596 года они достигли Бантама. Из первоначально отправившихся в путешествие 249 человек до цели добрались лишь 100.
Морское путешествие К. де Хаутмана имело большое значение для морской и звёздной навигации, а также астрономии. Главный штурман флотилии, Питер Дирксон Кейзер, при помощи младшего брата командора, Фредерика де Хаутмана, проводил исследования незнакомого звёздного неба южных морей, в результате чего был создан его «Звёздный каталог», в который вошли 12 новых, открытых им созвездий (входящих в число ныне признанных 88 созвездий). Сам Кейзер скончался в Бантаме в сентябре 1596 года.
Проплыв мимо берегов Калимантана, мореплаватели достигли Бантама. После прибытия на Яву местные португальские торговцы представили К. де Хаутмана султану Бантама, отнёсшемуся первоначально к голландцам милостиво. Были заключены договоры о «союзе и вечной дружбе» (1 июня, 12 июля и 11 октября 1596 года). Однако затем Хаутман повёл себя грубо и недипломатично, сумел оскорбить султана и был вынужден покинуть Бантам. Его суда поплыли дальше на восток, в направлении острова Мадура. В пути голландские корабли подверглись нападению местных пиратов. На Мадуре моряков приняли дружественно, однако Хаутман, в отместку за пиратское нападение, устроил на острове погром, после чего отправился на Бали. После встречи здесь с местным правителем голландцы, наконец, получили возможность загрузить на корабли груз перца и других пряностей. После тяжёлого обратного плавания с остановкой на острове Св. Елены флотилия де Хаутмана с 89 голландцами на борту, 14 августа 1597 года достигла Амстердама.
Несмотря на то, что в финансовом отношении экспедиция себя не оправдала и стоила большого количества человеческих жизней, в Голландии она рассматривалась как большой успех и прорыв на Восток, уничтоживший португальскую монополию на торговлю пряностями, и как начало создания Нидерландской колониальной империи в Восточной Азии. В последующие 5 лет по следам де Хаутмана к островам Индонезии отправились уже 65 голландских кораблей, сумевших перенять значительную часть торговли пряностями.
В 1598 году Корнелис и Фредерик де Хаутман снарядили вторую экспедицию к островам Ост-Индии. На Суматре у Корнелиса возник новый конфликт — с султаном Ачеха, в результате которого он был убит в морском сражении. Фредерик же был взят в плен, в котором находился в течение двух лет.